# Interes faktyczny
Interes faktyczny — pojęcie używane w prawie określające interes niemający charakteru prawnego, tzn. nie znajdujący oparcia w normie prawnej; Zachodzi wtedy, gdy dany podmiot prawny jest zainteresowany rozstrzygnięciem danej sprawy, lecz nie może wykazać interesu prawnego w oparciu o przepisy  obowiązującego prawa. W postępowaniu administracyjnym w przeciwieństwie do interesu prawnego nie daje prawa do udziału w nim jako strona[niewiarygodne źródło?].